# Szvetics Jakab
Nemesságodi és pleterniczai gróf Szvetics Jakab (Kőszeg, 1703. július 1. - Ivánc, 1781. július 11.), kamarás, királyi tanácsos, a Szent István Rend lovagja, Pest-Pilis-Solt vármegye főispánja, személynök.

A gróf nemesságodi Szvetics család címere

## Élete
A Zala vármegyei adományos, Vas vármegyei birtokos nemesi nemességodi Szvetics család sarja. Apja, Szvetics János (1650-1706), kőszegi főbíró, Vas vármegye esküdtje, anyja, nemes Meskó Éva volt. Bátyja, nemesságodi Szvetics József (1696-1762), kőszegi főbíró, földbirtokos, akinek a neje nemes Krukovics Erzsébet (1704-1786). Szvetics Jakabnak volt két unokaöccse és egy unokahúga, akik Szvetics Józsefnek és Krukovics Erzsébetnek gyermekei: Szvetics Ignác (1738-†?), az udvari kamara titkára, földbirtokos, aki egy spanyol nemesi lányt vett nőül; Szvetics Mihály (1727-1768), földbirtokos, akinek a neje a Zala megyei származású pókafalvi Póka Klára (1734-1811) úrnő volt; és Szvetics Mária Éva (1741–1811), akinek a férje fületinczi Keltz József királyi személynök, földbirtokos volt.
1731-ben Kőszeg város főjegyzője, 1733-ban már Vas vármegyei aljegyzőként szerepelt. 1737-ben vármegyei főjegyző, 1738-ban a kőszegi kerületi tábla ülnöke, majd annak a bírája. 1738 királyi táblabíró. 1748-ban királyi jogügyigazgatóvá (a Szent Korona ügyészévé) nevezték ki, és egyidejűleg udvari tanácsos is lett. A kihalt nemesi családok birtokainak királyra való visszaszállására ügyelt. Érdemeire való hivatkozással több birtokot a királlyal magának is adományoztatott. 1765-ben király személynök, ebben az évben az uralkodó a Szent István Rend vitézei közé választották.
Szvetics Jakab a magyar királyi személynök volt 1765. május 1.-től 1768-ig, majd Pestmegye főispánja volt. 1767. június 5.-én az uralkodó megparancsolta, hogy Pest megye tegye meg a szükséges intézkedéseket az úrbérszabályozás megindítására. Ekkor, külön királyi biztost nem küldött ki a megyébe az úrbérszabályozás irányítására, hanem Szvetics Jakab személynökre, a megye adminisztrátorára bízta a munkálatok irányítását.
Miután hivatalától bucsút vett, 1780. április 14.-én grófi méltóságra emeltetett.

## Házassága és gyermeke
Feleségül vette Kőszegen 1730. december 29.-én nemes Lada Mária (1717-1792) kisasszonyt, akinek a szülei nemes Lada György (1674–1741), Vas vármegye főjegyzője, kőszegi főbíró, földbirtokos és nemes Erdős Zsófia (1685–1747) voltak. Szvetics Jakab sógora felesége révén, szalapatakai Nagy György (†1748) Zala vármegye főjegyzője, helytartó-tanácsi ítélőmester, akinek a neje nemes Lada Zsófia (1714-1767) volt. A házasságukból született:
- Szvetics Ferenc György (*Kőszeg, 1742. október 4.–†Kőszeg, 1743. május 8.)
- gróf Szvetics Mária Zsófia Borbála (*Kőszeg, 1744. március 15.–†1800). Férje, gróf alsó- és felsősurányi Sigray Károly (1716-1800), Somogy vármegye főispánja, hétszemélynök, a Dunántúli Kerületi Tábla elnöke.

## Munkái
- Aufruf an die ganze slavische Nation. Hely n. 1800.
- Aufruf an die Edlen der Königreiche Croatien und Slavonien. Hely n. 1800. (Mind a két munka kelt Pleterniczán okt. 15. 1800.).
- M. Hirmondó 1780. 40., 1781. 55., 58. sz.